# Leopoldo Luque
Leopoldo Jacinto Luque (Santa Fé, 3 de maio de 1949 — Mendoza, 15 de fevereiro de 2021) foi um futebolista argentino.
Foi secretário de esportes da Província de Mendoza.

## Carreira
Iniciou sua carreira ainda nos juvenis do Gimnasia y Esgrima de Jujuy, para depois ir a pequeno time chamado Central Norte da cidade de Salta no final da década de 1960 e começo de 1970.
Em 1971 iniciou sua primeira passagem pelo Unión de Santa Fé, clube por qual ainda teve outras duas passagens.
Enquanto teve uma passagem sem tanto brilho pelo Rosario Central, foi jogar no poderoso River Plate, tendo um início fantástico fazendo o gol da vitória sobre o grande rival Boca Juniors no estádio do adversário, o La Bombonera, em vitória por 2–1.
Depois do sucesso da Copa do Mundo de 1978, começou o declínio da carreira, com passagens pelo inexpressivo Tampico, no México, em 1981, e do Racing, em 1982, onde jogou 11 vezes e fez só 2 gols.
Em 12 de janeiro de 1983, o vice-presidente de futebol Milton Teixeira anunciou sua contratação pelo Santos FC, por empréstimo até o fim de maio do mesmo ano, por 35 mil dólares pagos ao Deportivo Tampico. Foi o 14.º argentino a vestir a camisa do clube. Luque chegou para ser reserva de Serginho Chulapa. O argentino vestiu a camisa do Santos só três vezes em 1983 - dois empates fora de casa, com Cruzeiro e Moto Club, e um 4 a 1 no Paysandu na Vila Belmiro, não fez gols e foi titular só uma vez, contra o Cruzeiro, sem terminar em campo. Pelo clube, Luque foi vice-campeão brasileiro naquele ano.
Ao deixar a Baixada, passou por Boca Unidos, Chacarita e encerrou a carreira no pequeno clube argentino do Textil Mandiyú.

## Seleção Nacional
Pela Seleção Argentina, fez 45 partidas e 22 gols. Estreou na vitória de 5–1 contra a Venezuela, marcando seu primeiro gol pelo combinado nacional.
Foi artilheiro da Copa América de 1975, com quatro gols marcados.
Tornou-se campeão do mundo em 1978, na Copa do Mundo disputada em seu país natal, onde disputou cinco partidas e anotou quatro gols durante a competição. Contra o Brasil, levou uma cotovelada de Oscar e ficou com o olho todo preto. Contra a Holanda, trocou socos com os zagueiros e terminou todo ensanguentado.

## Morte
Luque morreu em 15 de fevereiro de 2021 em um hospital de Mendoza, aos 71 anos de idade, devido à complicações da COVID-19.

## Títulos

### Internacionais
Seleção Argentina
- Copa do Mundo: 1978

### Nacionais
River Plate
- Campeonato Argentino: 1975 (nacional), 1977 (metropolitano), 1979 (metropolitano e nacional), 1980 (metropolitano)

## Campanhas de destaque
Seleção Argentina
- Mundialito: 3.º lugar - 1981

## Artilharia
Seleção Argentina
- Copa América: 4 gols - 1975